# Nguyễn Quang Thành
Nguyễn Quang Thành (sinh năm 1961 tại Phú Thọ ) là kiểm sát viên cao cấp người Việt Nam. Ông hiện là Viện trưởng Viện kiểm sát nhân dân cấp cao tại Hà Nội. Ông từng là Viện trưởng Viện kiểm sát nhân dân thành phố Hà Nội

## Xuất thân và giáo dục
Nguyễn Quang Thành sinh năm 1962 ở huyện Thanh Thủy, tỉnh Phú Thọ, Việt Nam Dân chủ Cộng hòa.
Ngày 30 tháng 9 năm 2015, Nguyễn Quang Thành bảo vệ thành công luận án tiến sĩ tại Học viện Cảnh sát nhân dân, Bộ Công an Việt Nam. Tên luận án là "Hoạt động thực hành quyền công tố và kiểm sát điều tra của Viện kiểm sát nhân dân trong điều tra các vụ án hình sự trên địa bàn thành phố Hà Nội".
Nhà ông hiện tại ở số 86 Trấn Vũ, Ba Đình, Hà Nội

## Sự nghiệp
Từ năm 2012 đến ngày 15 tháng 5 năm 2017, Nguyễn Quang Thành là Viện trưởng Viện kiểm sát nhân dân thành phố Hà Nội.
Ông là Ủy viên Ban chấp hành Đảng bộ Đảng Cộng sản Việt Nam thành phố Hà Nội nhiệm kỳ 2010-2015.
Ngày 2 tháng 11 năm 2015, ông trúng cử Ban Chấp hành Đảng bộ Đảng Cộng sản Việt Nam thành phố Hà Nội lần thứ 16 nhiệm kỳ 2015 - 2020, lúc này ông đang là Thành ủy viên, Bí thư Đảng ủy, Viện trưởng Viện kiểm sát nhân dân thành phố Hà Nội.
Buổi chiều ngày 2 tháng 11 năm 2015, tại Đại hội lần thứ 16 Đảng bộ thành phố Hà Nội, Nguyễn Quang Thành trúng cử và trở thành đại biểu chính thức của Đảng bộ thành phố Hà Nội đi dự Đại hội Đảng Cộng sản Việt Nam toàn quốc lần thứ 12.
Ngày 3 tháng 4 năm 2016, Nguyễn Quang Thành được bổ nhiệm chức danh kiểm sát viên cao cấp.
Từ ngày 15 tháng 5 năm 2017, Nguyễn Quang Thành được bổ nhiệm chức vụ Viện trưởng Viện kiểm sát nhân dân cấp cao tại Hà Nội theo Quyết định số 01/QĐ-VKSTC ngày 4/5/2017 của Viện trưởng Viện kiểm sát nhân dân tối cao Việt Nam.